# Belomorsk
Belomorsk (russisch: Беломо́рск, Fins: Sorokka) is een stadje in de Russische autonome deelrepubliek Karelië. Het stadje ligt aan de kust van de Witte Zee.
Oorspronkelijk heette het stadje Soroka (Russisch: Соро́ка). Belomorsk is het cultureel centrum van de Pomoren, een nederzettingenvolk aan de kusten van de Witte zee. Nabijgelegen bezienswaardigheden zijn onder andere Zalavroega en Besovy Sledki met zijn oude rotstekeningen of petrogliefen, die sites werden in 2021 tijdens de 44e sessie van de UNESCO Commissie voor het Werelderfgoed als onderdeel van de inschrijving Petrogliefen van het Onegameer en de Witte Zee erkend als werelderfgoed en toegevoegd aan de werelderfgoedlijst.
Bestuurlijk centrum: Petrozavodsk

Belomorsk · Kem · Kondopoga · Kostomoeksja · Lachdenpochja · Medvezjegorsk · Olonets · Pitkjaranta · Poedozj · Segezja · Soeojarvi · Sortavala